# Marie Simone Steinbauer
Marie Simone Steinbauer (* 21. Juni 1969 in Köln) ist eine deutsche Schauspielerin.

## Leben
Marie Simone Steinbauer absolvierte eine Lehre zur Goldschmiedin. Anschließend machte sie eine Ausbildung zur Schauspielerei. Seit dem 26. August 2003 ist sie in der Daily-Soap "Unter uns" bei RTL in der Rolle der Irma Sturm zu sehen.
Marie Simone Steinbauer lebt in Köln, ist geschieden und hat eine Tochter (Apollonia Maria Bascout) sowie eine Schwester.